# Sigge Flach
Fredrik Christer Sigismund (Sigge) Flach, född 2 oktober 1839 i Fors socken, Älvsborgs län, död 13 oktober 1921 på Prinshaga vid Axvall, var en svensk lanthushållare.
Flach genomgick Chalmersska slöjdskolan i Göteborg, avlade 1860 studentexamen och blev 1861 underlöjtnant vid Västgöta regemente, där han 1879 befordrades till kapten. Han tog avsked ur armén 1891, men återinträdde där som kapten 1905. 
Flach var ägare av lantgårdarna Prinshaga, Ökull och Ale vid Axvall i Västergötland och inlade synnerligen stora förtjänster om svenska jordbruksnäringen genom sin framgångsrika verksamhet för nötboskapsavelns förbättring, särskilt genom sitt förslag till premiering av nötboskap, vilket antogs i Sverige, Norge och Finland. Han var en av de ledande männen i Skaraborgs läns hushållningssällskap, erhöll dess stora medalj 1890, blev ledamot av Lantbruksakademien 1884 och tilldelades dess skådepenning i guld 1896.